# Piper apodum
Piper apodum är en pepparväxtart som beskrevs av William Trelease. Piper apodum ingår i släktet Piper och familjen pepparväxter. Inga underarter finns listade i Catalogue of Life.